# Aphis celastrii
Aphis celastrii är en insektsart som beskrevs av Matsumura 1917. Aphis celastrii ingår i släktet Aphis och familjen långrörsbladlöss. Inga underarter finns listade i Catalogue of Life.